# Бассир, Салахеддин
Салахеддин Бассир (араб. صلاح الدين بصير‎; род. 5 сентября 1972) — марокканский футболист, выступавший на позиции нападающего за сборную Марокко.

## Клубная карьера
Салахеддин Бассир начинал свою карьеру футболиста в марокканском клубе «Раджа Касабланка». В 1995 году он перешёл в саудовский «Аль-Хиляль», а спустя два года — в испанский «Депортиво Ла-Корунья». 6 сентября 1997 года он дебютировал в испанской Примере, выйдя на замену в домашнем поединке против «Мальорки». 22 марта 1998 года марокканец забил свой первый гол в рамках лиги, отметившись в домашней игре с «Сарагосой». В последнем туре Примеры 1997/98 Бассир сделал дубль в ворота хихонского «Спортинга».
Сезон 2001/02 нападающий провёл за французский «Лилль», а сезон 2002/03 — за греческий «Арис». После чего он вернулся в «Раджу», где и завершил свою карьеру.

## Карьера в сборной
Салахеддин Бассир играл за сборную Марокко на Кубке африканских наций 1998 года в Буркина-Фасо, где провёл за неё один матч: группового этапа с Замбией. Нападающий был включён в состав сборной Марокко на чемпионат мира по футболу 1998 года во Франции, где сыграл во всех трёх играх своей команды на турнире: с Норвегией, Бразилией и Шотландией. В матче с шотландцами он отметился дублем.
На Кубке африканских наций 2000 года в Гане и Нигерии Бассир провёл три игры: с Конго, Тунисом и Нигерией. В поединке с конголезцами он забил единственный и победный гол. Последним крупным турниром для Бассира стал Кубок африканских наций 2002 года в Мали, где он сыграл в трёх матчах: с Ганой, Буркина-Фасо и ЮАР.